# Coucy, Ardennes
Coucy är en kommun i departementet Ardennes i regionen Grand Est (tidigare regionen Champagne-Ardenne) i nordöstra Frankrike. Kommunen ligger i kantonen Rethel som ligger i arrondissementet Rethel. År 2022 hade Coucy 530 invånare.

## Befolkningsutveckling
Antalet invånare i kommunen Coucy
Referens: INSEE